# Mycetophila chillanensis
Mycetophila chillanensis är en tvåvingeart som beskrevs av Duret 1981. Mycetophila chillanensis ingår i släktet Mycetophila och familjen svampmyggor. Inga underarter finns listade i Catalogue of Life.